# Georg Ernst Adolf von Hake
Georg Ernst Adolf von Hake (* 29. November 1786 in Hameln; † 21. Januar 1865 in Ohr) war ein deutscher Verwaltungsjurist und Gutsbesitzer.

## Leben

### Herkunft
Adolf von Hake war Sohn des hannoverschen Generals Adolf von Hake und seiner Ehefrau Amalie Ernestine geb. Freiin von Kipe.

### Werdegang
Er besuchte von Ostern 1802 bis Michaelis 1805 die Klosterschule Ilfeld und studierte dann von 1805 bis Ostern 1809 Rechtswissenschaften an der Universität Göttingen. Er nahm als Mitglied der Hannöverschen Landsmannschaft 1806 am Auszug der Göttinger Studenten nach Hann. Münden teil. Am 18. Januar 1809 gehörte er zu den Stiftern des Corps Hannovera Göttingen. Er trat sodann in den hannoverschen Verwaltungsdienst ein und wurde 1809 Amtsauditor in Rotenburg (Wümme).
An den Befreiungskriegen nahm er ab 1813 als Freiwilliger Jäger im „Beaulieuschen Jägercorps“ teil und wurde dort 1814 Leutnant.
Im Jahr 1817 war er Zweiter Beamter in Neustadt am Rübenberge und 1821 Drost des Amts Siedenburg. Hake war von 1832 bis 1852 Erster Beamter (Amtmann) des Amts Grohnde. 
Adolf von Hake war Gutsbesitzer und Erbherr auf Ohr, Hasperde, Diedersen, Buchhagen, Dassel und Bodenwerder.

### Herkunft
1817 heiratete er in Neustadt am Rübenberge Louise Caroline Amalie Victorine geb von Reden (* 7. Januar 1799; † 22. März 1880) aus dem Haus Hastenbeck, sie war das einzige Kind von Leutnant Carl Wilhelm Ernst von Reden (* 23. April 1771; † 10. Februar 1815) und dessen Ehefrau Therese Charlotte Magdalene Mumm von Schwarzenstein (* 5. Juli 1780; † 30. Oktober 1813). Aus der Ehe gingen vier Söhne und vier Töchter hervor:
- Amalie Charlotte Juliane Marie (* 30. September 1822; † 25. September 1895), Stiftsdame in Steterburg
- Louise Adolfine Auguste Sophie (* 8. März 1824; † 7. Februar 1895) ⚭ 1842 Hermann Ernst Carl Balduin von Stietencron (* 1751; † 26. Januar 1870)
- Louise Friedrike Charlotte (* 13. Januar 1826; † 7. Juni 1830)
- Friedrich Auguste Gustav Adolph (* 30. November 1827), Rittmeister ⚭ 1861 Wilhelmine Louise Marie von Hedemann (* 2. Oktober 1841)
- Clotilde Louise Auguste Emma Juliane (* 8. Dezember 1829; † 24. Februar 1895) ⚭ 1861 Carl Hermann August Viktor von Issendorf-Düring († 30. April 1895), Rittmeister
- Carl Adolf Franz Ferdinand (* 12. August 1830; † 14. August 1910), Herr auf Diedersen ⚭ 1862 Thekla Matholde Schmidt (* 11. Juni 1834; † 24. April 1914)
- Otto Friedrich Ludwig (* 6. Oktober 1833; † 19. September 1891), K.u.K Major a. D., Herr auf Hasperde ⚭ Maria Theresia Aloysia von Brentano (* 23. Juli 1846)
- Hermann Wilhelm Ivan (* 6. Dezember 1837; † 30. August 1890), Herr auf Buchhagen